# Gavar
Gavar (en arménien Գավառ ; jusqu'en 1959 Nor Bayazid, puis Kamo) est une ville d'Arménie, située dans la région de Gegharkunik dont elle est la capitale, au bord du lac Sevan. Fondée en 1830, elle compte 25 846 habitants en 2008.

## Démographie
Depuis 1831, l'évolution démographique de Gavar a été la suivante :
| 1831  | 1897  | 1974   | 1989   | 1991   | 2001   |
| ----- | ----- | ------ | ------ | ------ | ------ |
| 1 346 | 8 751 | 21 382 | 31 234 | 32 300 | 26 621 |

| 2004   | 2015   | 2020   | - | - | - |
| ------ | ------ | ------ | - | - | - |
| 26 000 | 19 900 | 18 100 | - | - | - |

| Histogramme de l'évolution démographique de Gavar |        |
| \| 1831 \| 1 346 \| \| 1897 \| 8 751 \| \| 1974 \| 21 382 \| \| 1989 \| 31 234 \| \| 1991 \| 32 300 \| \| 2001 \| 26 621 \| \| 2004 \| 26 000 \| \| 2015 \| 19 900 \| \| 2020 \| 18 100 \| |        |
| 1831 | 1 346  |
| 1897 | 8 751  |
| 1974 | 21 382 |
| 1989 | 31 234 |
| 1991 | 32 300 |
| 2001 | 26 621 |
| 2004 | 26 000 |
| 2015 | 19 900 |
| 2020 | 18 100 |

## Économie
Située à 98 km de la capitale Erevan, son économie, qui était essentiellement industrielle à l'époque soviétique, repose à présent sur l'agriculture.
Gavar est traversée par la M10. 
Non loin de la ville se trouve le plus grand cimetière de khatchkars médiévaux d'Arménie, Noradouz.

## Histoire
La ville fut renommée Kamo de 1959 à 1996, en hommage au révolutionnaire géorgien Semeno Ter-Petrossian, compagnon du dirigeant soviétique Joseph Staline, connu sous le pseudonyme Kamo,.

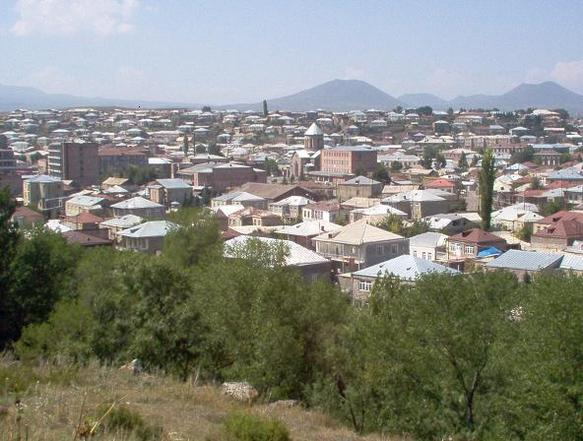
Vue panoramique.

## Jumelage
| Ville | Ville        | Pays | Pays   | Période              |
| ----- | ------------ | ---- | ------ | -------------------- |
|       | Novorossiïsk |      | Russie | depuis novembre 2009 |